# Руданьці
Руда́ньці — пасажирська зупинна залізнична платформа Львівської дирекції Львівської залізниці.
Розташована між с. Ременів та Руданці Кам'янка-Бузький район, Львівської області на лінії Львів — Ківерці між станціями Запитів (5 км) та Колодно (6 км).
Станом на грудень 2016 р. на платформі зупиняються приміські поїзди.